# Заставненська сільська рада (Іваничівський район)
Заставненська сільська рада — колишня адміністративно-територіальна одиниця та орган місцевого самоврядування у Іваничівському районі Волинської області з адміністративним центром у с. Заставне.
Припинила існування 21 грудня 2016 року через об'єднання до складу Литовезької сільської територіальної громади Волинської області. Натомість утворено Заставнівський старостинський округ при Литовезькій сільській громаді.

## Населені пункти
Сільській раді були підпорядковані населені пункти:
- с Заставне

## Населення
Згідно з переписом УРСР 1989 року чисельність наявного населення сільської ради становила 932 особи, з яких 433 чоловіки та 499 жінок.
За переписом населення України 2001 року в сільській раді мешкало 845 осіб.

### Мова
Розподіл населення за рідною мовою за даними перепису 2001 року:
| Мова       | Відсоток |
| ---------- | -------- |
| українська | 98,82 %  |
| російська  | 1,06 %   |
| білоруська | 0,12 %   |

## Склад ради
Рада складалася з 16 депутатів та голови.

## Керівний склад сільської ради
| ПІБ                    | Основні відомості                                                 | Дата обрання | Дата звільнення |
| ---------------------- | ----------------------------------------------------------------- | ------------ | --------------- |
| Гресь Галина Федорівна | Сільський голова, 1964 року народження, освіта                    | 26.03.2006   | 31.10.2010      |
| Гресь Галина Федорівна | Сільський голова, 1964 року народження, освіта вища, позапартійна | 31.10.2010   |                 |

Примітка: таблиця складена за даними джерела